# Erysimum brachycarpum
Erysimum brachycarpum är en korsblommig växtart som beskrevs av Pierre Edmond Boissier. Erysimum brachycarpum ingår i släktet kårlar, och familjen korsblommiga växter. Inga underarter finns listade i Catalogue of Life.